# Kultura kebaryjska
Kultura kebaryjska – kultura epipaleolityczna z terenu Syropalestyny datowana na okres od XVI tys. p.n.e.
Poprzedzającymi ją kulturami górnego paleolitu na tym terenie były tzw. tradycja lokalna oraz tzw. lewanto-oryniak, którego związki z europejską kulturą oryniacką nie są jasne. 
Zespół zjawisk kulturowych utożsamianych z kulturą kebaryjską obejmował swym zasięgiem tereny dzisiejszego Izraela (stanowisko Neweh Dawid) oraz Jordanii (stanowisko Al-Charaneh IV). Rozwój niniejszej kultury wyznacza okres maksimum glacjalnego ostatniego zlodowacenia. Inwentarz kamienny owej kultury reprezentowany jest przez mikrolity geometryczne w kształcie trapezów i prostokątów, z przewagą tylczaków. Ostrza z załamanym tylcem znane są jako ostrza  typu Kebara. Licznie występują zbrojniki i mikrograwety.
Dyskusyjna jest kwestia podziału kultury kebaryjskiej na fazy. Jedna z koncepcji proponuje podział na trzy fazy (wczesną, Kebarien A i Kebarien B współczesną początkom kultury natufijskiej). Konkurencyjna koncepcja wyróżnia tylko dwie fazy kultury kebaryjskiej (wczesną i klasyczną) natomiast fazę kolejną uważa za odrębną kulturę falicką, która miałaby się rozwinąć od XIV tys. p.n.e. i współistnieć do XI tys. p.n.e. z kulturą kebaryjską. Zwolennicy tej teorii wskazują na znaczenie mikrolitów trapezoidalnych, romboidalnych i prostokątnych w przemyśle falickim.
Osadnictwo kultury kebaryjskiej koncentruje się głównie na terasach i piaskach nadbrzeżnych. Obozowiska są małe, od 50 do 200 m² co wskazuje, że zamieszkujące je grupy nie mogły być liczne. Konstrukcje mieszkalne miały formę lekkich namiotów bądź szałasów wykonywanych z trzciny np. stanowisko Ein Guew III. Koliste jamy i ułożone z kamieni kręgi są pozostałością tych małych szałasów o średnicy ok. 2 m, często ze śladami paleniska na klepisku.
Pozostałości trwalszej zabudowy odkryto w warstwie Ain Gev I. Była to kolista chata na pochyłym stoku częściowo wkopana w ziemię. Jej ziemne ściany wspierał półkolisty mur kamienny o wysokości 40 cm. Jednak ze względu na swoją wyjątkowość to stanowisko nie może służyć za dowód powszechności stałego osadnictwa w tej kulturze.
Gospodarka kultury kebaryjskiej i falickiej opierała się nadal głównie na myślistwie na koziorożce, zające i gazele. Analiza kości zwierzęcych  znalezionych w obozowiskach wskazuje na zwiększone zainteresowanie mniejszymi ssakami i swoistą specjalizację np. w Uadi Madagagh ponad 80% kości należy do kozicy, w Nahal Oren (znanym również jako Uadi Fallah) 75% kości zwierzęcych stanowią kości gazeli. 
Obok intensyfikacji łowiectwa można zaobserwować także znaczny wzrost zainteresowania pożywieniem roślinnym. Na stanowisku Ain Gev I (datowanym na ok. 13750 p.n.e.) natrafiono niespodziewanie na kamienne tłuczki, rozcieracze i moździerze. Oprócz nich znaleziono krzemienne wkładki do sierpów z charakterystycznymi wyświeceniami krawędzi powstającymi przy ścinaniu traw i dzikich zbóż. Podobne znaleziska pochodzą z Ain Gev II i Haon III. W przetwarzaniu pożywienia roślinnego  poświadczone jest znalezisko rozcieraczy i kamienni żarnowych na stanowisku Neweh Dawid. Wskazuje to na fakt, że już zbieracze kultury kebaryjskiej zaczęli zwracać uwagę na dzikie zboża. 